# Kopparsköld
Kopparsköld (Alocasia cuprea) är en kallaväxtart som beskrevs av Karl Heinrich Koch. Kopparskölden ingår i släktet Alocasia och familjen kallaväxter. Inga underarter finns listade.

## Bildgalleri

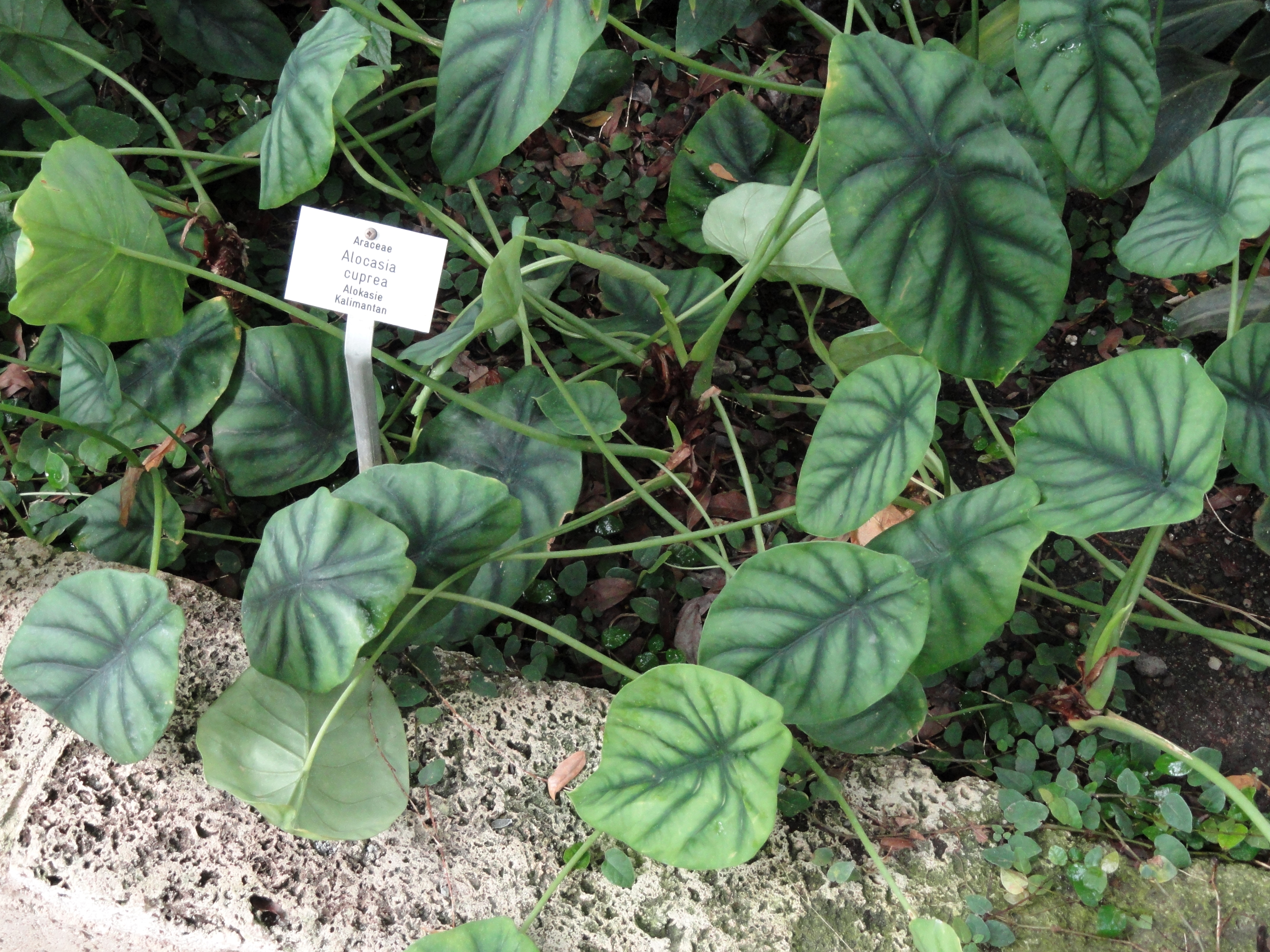
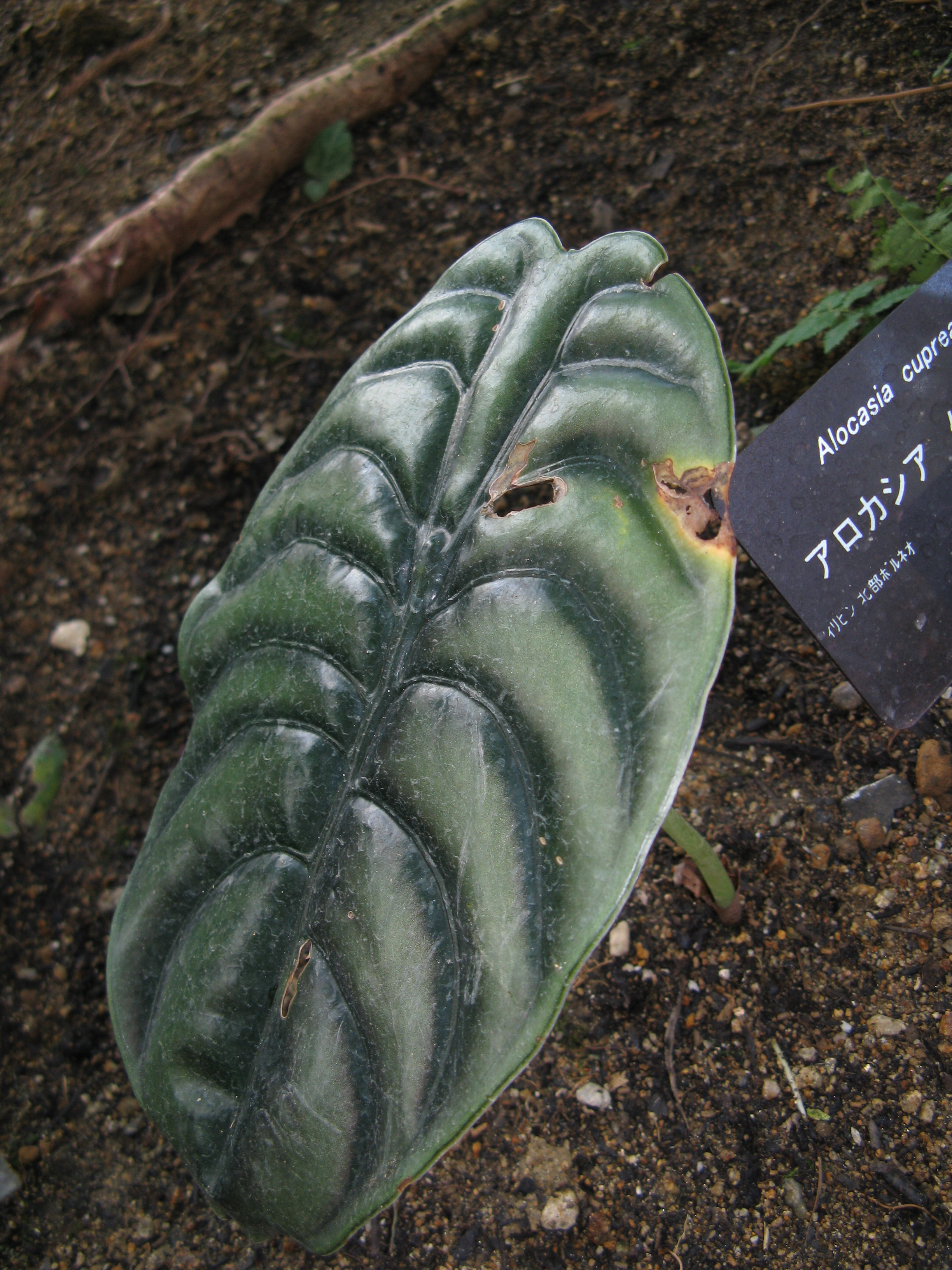